# Нидермайер, Роб
Роберт Уэйд Нидермайер-младший (англ. Robert Wade Niedermayer, Jr.; 28 декабря 1974, Кассиар, Британская Колумбия, Канада) — профессиональный канадский хоккеист, нападающий. Является младшим братом защитника Скотта Нидермайера.

## Игровая карьера
Роб Нидермайер был задрафтован в 1993 году в 1 раунде под 5 номером, клубом Флорида Пантерз. В сезоне 1993/94 дебютировал в составе Флориды. В 1996 году команда Нидермайера дошла до финала Кубка Стэнли, где в четырёх играх уступила команде Колорадо Эвеланш.
23 июля 2001 года, вместе с драфт-пиком 2-го раунда был обменян в Калгари Флэймз на Валерия Буре и Джейсона Вимера. В 2003 году был обменян в Анахайм Майти Дакс. В этом же году Роб Нидермайер помог Анахайму дойти до финала Кубка Стэнли, где в семи играх проиграли команде Скотта Нидермайера Нью-Джерси Девилз. Роб и Скотт стали первыми братьями, которые играли друг против друга в финале Кубка Стэнли, после Кена и Терри Рирдона, которые сделали это в 1946 году.
Во время локаута 2004-2005 года Роб провёл пять игр в чемпионате Венгрии.
Летом 2005 года, брат Роба Нидермайера, Скотт, подписал контракт с Анахайм Майти Дакс, и впервые за свою карьеру в НХЛ они играли в одной команде.
В 2007 году Роб вместе с братом выиграл Кубок Стэнли, где Анахайм одолел Оттаву Сенаторз в пяти играх. Последними братьями вместе выигрывавшими Кубок Стэнли, были Дуэйн и Брент Саттер, которые совершили подвиг дважды с Нью-Йорк Айлендерс, в 1982 и 1983 годах.
25 сентября 2009 года, Роб Нидермайер подписал контракт с Нью-Джерси Дэвилз, где его брат Скотт ранее играл на протяжении четырнадцати сезонов.
7 июля 2010 года, Роб подписал однолетний контракт с клубом Баффало Сейбрз на сумму 1,15 млн долларов.
Став свободным агентом после сезона 2010-11, подписал контракт с клубом Лугано из Швейцарии.

## Достижения
- Победитель Молодёжного чемпионата мира — 1993
- Победитель Чемпионата мира — 2004
- Обладатель Кубка Стэнли — 2007

## Статистика
| Легенда | Легенда                    | Легенда | Легенда                   | Легенда | Легенда    |
| ------- | -------------------------- | ------- | ------------------------- | ------- | ---------- |
| И       | Количество проведённых игр | Штр     | Штрафное время            | +/−     | Плюс-минус |
| Г       | Голы                       | П       | Голевые передачи          | О       | Очки       |
| -       | Статистика неизвестна      | —       | Статистика не учитывалась |         |            |